# Амека
Амека (1-а пол. IX ст. до н. е.) — правитель племінного об'єднання турукку Замуа.

## Життєпис
Основні відомості містяться в ассирійських джерелах. десь у 880-х роках до н. е. разом з родичем Нур-Ададом створив протодержаву Замуа. При цьому став співправителем, володарюючи над південносхідною частиною. Його резиденція розташовувалася у фортеці Замрі.
880 року до н. е. зазнав нападу ассирійських військ царя Ашшур-назір-апала II. В битві біля гори Замуая Амека зазнав тяжкої поразки, відступивши до Замрі. Але зрештою вимушений був її полишити, укріпившись в горах Етіні й Сабуа. Амека чинив спротив ще якійсь час, але напевне загинув. Про зміцнення влади ассирійців свідчить зведення фортеці Дур-Ашшур.
В результаті Зовнішня замуа опинилася під владою Ассирії, а Внутрішня замуа розпалася на декілька племен і протоцарств, де напочатку 850-х років до н. е. гегемоном став вождь Нікдіма.